# Bamir Topi
Bamir Myrteza Topi (IPA: [baˈmiɾ ˈtɔpi]) (Tirana, 24 aprile 1957) è un politico e veterinario albanese.
È stato eletto presidente dell'Albania il 24 luglio 2007.
Topi è stato per tanti anni un leader del Partito Democratico per il quale ha svolto diversi incarichi: è stato vice primo ministro per due volte e capo del gruppo parlamentare. Per tre legislature Topi è stato deputato del parlamento albanese. In passato è stato anche ministro dell'agricoltura e dell'alimentazione nel governo Meksi II (1996-1997).
Il Parlamento dell'Albania con 85 voti ha incaricato Bamir Topi di succedere ad Alfred Moisiu che era in carica dal 24 luglio 2002.
È stato inoltre presidente onorario della squadra di calcio del KF Tirana.